# Anežka z Rožmberka
Anežka z Rožmberka († 25. července 1488) byla česká šlechtična z mocného jihočeského rodu Rožmberků. 

## Život

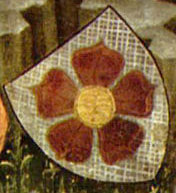
Rožmberský erb (výřez z obrazu Mistra vyšebrodského oltáře

Byla pravděpodobně nejstarší dcerou Oldřicha II. z Rožmberka a Kateřiny z Vartemberka.
Anežka se nikdy neprovdala a většinu svého staropanenského života prožila na rožmberských statcích v Třeboni. Anežčina závěť pochází z  2. října 1482, v niž celý majetek odkázala synovcům svého bratra Jana. 
Je pohřbena v presbytáři kostela sv. Jiljí a Panny Marie Královny v Třeboni.